# ゼルボロ
ゼルボロ（伊: Zerbolò）は、イタリア共和国ロンバルディア州パヴィーア県にある、人口約1,700人の基礎自治体（コムーネ）。

## 地理

### 位置・広がり

#### 隣接コムーネ
隣接するコムーネは以下の通り。
- ベレグアルド
- ボルゴ・サン・シーロ
- カルボナーラ・アル・ティチーノ
- ガルラスコ
- グロペッロ・カイローリ
- トッレ・ディーゾラ
- ヴィッラノーヴァ・ダルデンギ

### 気候分類・地震分類
気候分類では、zona E, 2619 GGに分類される。
また、イタリアの地震リスク階級 (it) では、zona 3 (sismicità bassa) に分類される
。

## 行政

### 分離集落
ゼルボロには、以下の分離集落（フラツィオーネ）がある。
- Beniola, Boscaccio, Boschetti, Busalarga, Cadisana, Caselle, Chiarello, Dosso, Freddo, Gaviola, Guasta, Limido, Malpaga, Marzo, Mezzanone, Michelina, Occhio, Parasacco, Pavonara, Sedone, Sogna, Validone, Venara, Vipere